# ويليام ماكلولين تايلور جونيور
ويليام ماكلولين تايلور جونيور (بالإنجليزية: William McLaughlin Taylor, Jr.)‏ هو ضابط ومحامي وقاضي أمريكي، ولد في 7 فبراير 1909 في دينتون في الولايات المتحدة، وتوفي في 17 يونيو 1985.